# Бажин, Николай Николаевич
Николай Николаевич Бажин (19 [31] декабря 1856, Российская империя — 12 [25] января 1917, Российская империя) — русский живописец-пейзажист.

## Биография
В 1872 году поступил в Академию художеств, где одним из его учителей в академии был барон Михаил Клодт 1-й. Поддерживал отношения с народовольцами, по делу которых в конце 1870-х годов был выслан из Петербурга в Каргополь Олонецкой губернии.
Занятия живописью не бросил, в 1880 году, по ходатайству президента Академии художеств великого князя Владимира Александровича, получил разрешение вернуться в Петербург и продолжить обучение. Окончив академию в 1882 году, получил звание неклассного художника.
С 1883 года участвовал на передвижных выставках — был экспонентом Товарищества передвижных художественных выставок.

## Труды
Бажин писал преимущественно пейзажи («Весенний вечер», «Зимнее утро», «Сумерки», «После дождя», «Серый день», «На реке»), хотя создавал и картины на бытовые темы («В портерной за границей»). Был известен также как автор пейзажей-иллюстраций к «Мертвым душам» Н. В. Гоголя («Сад Плюшкина»). В Третьяковской галерее — его картина «Весенний вечер».
Творчеству Н. Н. Бажина были посвящены статьи в дореволюционных газетах и журналах.